# Нормална расподела
Нормална расподела или Гаусова расподела, је важна фамилија непрекидних расподела вероватноће, са применама у многим пољима.
Чланови фамилије нормалне расподеле су дефинисани преко два параметра, математичко очекивање, и варијанса (дисперзија) σ2.
Нормална нормирана расподела је нормална расподела са очекивањем једнаким нули, и варијансом једнаком један (зелена крива на слици десно).
Карл Фридрих Гаус се доводи у везу са овим скупом расподела, јер је помоћу њих анализирао астрономске податке, и дефинисао једначину функције густине нормалне расподеле.
Важност нормалне расподеле као модела квантитативних феномена у природним и друштвеним наукама је последица централне граничне теореме. Многа психолошка мерења и физички феномени се могу добро апроксимирати нормалном расподелом. Иако су механизми који леже у основи ових феномена често непознати, употреба модела нормалне расподеле се теоретски оправдава претпоставком да много малих, независних утицаја адитивно доприносе свакој опсервацији.
Нормална расподела се јавља и у многим областима статистике. На пример, средња вредност узорка има приближно нормалну расподелу, чак и ако расподела вероватноће популације из које се узорак узима није нормална. Нормална расподела је најчешће коришћена фамилија расподела у статистици, и многи статистички тестови су базирани на претпоставци нормалности. У теорији вероватноће, нормалне расподеле се јављају као граничне расподеле више непрекидних и случајних фамилија расподела.

## Дефиниција
Случајна променљива {\displaystyle X} са расподелом вероватноће
{\displaystyle f:\mathbb {R} \to \mathbb {R} _{>0},\ x\mapsto f(x)}
{\displaystyle f(x)={\frac {1}{\sigma {\sqrt {2\pi }}}}\exp \left(-{\frac {1}{2}}\left({\frac {x-\mu }{\sigma }}\right)^{2}\right)} 
има нормалну расподелу са параметрима {\displaystyle \mu }, {\displaystyle \sigma }, што се пише као {\displaystyle X\sim {\mathcal {N}}(\mu ,\sigma ^{2})} или {\displaystyle (\mu ,\sigma ^{2})}, где је {\displaystyle \mu } математичко очекивање и {\displaystyle \sigma } стандардна девијација.
Функција расподеле вероватноће нормалне расподеле дата је изразом: {\displaystyle F(x)={\frac {1}{\sigma {\sqrt {2\pi }}}}\int _{-\infty }^{x}\exp \left(-{\frac {1}{2}}\left({\frac {t-\mu }{\sigma }}\right)^{2}\right)\mathrm {d} t.}
То је густина вероватноће за стандардну нормалну расподелу ({\displaystyle \mu =0,\ \sigma =1}). Интервали на растојању 1, 2 и 3 стандардне девијације од математичког очекивања 0 заузимају 68%, 95,5% и 99,7% површине испод звонасте криве. Исти проценти важе за сваку нормалну расподелу, без обзира на математичко очекивање и стандардну девијацију. Треба приметити да густина нормалне расподеле никада не достиже 0, дакле важи {\displaystyle f(x)>0} за све реалне вредности {\displaystyle x}.
Нормална расподела је гранични случај централне граничне теореме који никада није савршен у пракси. Међутим, конвергенција збирне вредности случајних променљивих расте врло брзо са повећањем броја променљивих n. Збир 30 или 40 независних случајних променљивих, које припадају идентичном и произвољном типу расподеле вероватноће, већ је веома близак нормалној расподели.

## Особине

### Симетрија
Граф функције нормалне расподеле {\displaystyle f:\mathbb {R} \to \mathbb {R} } је звонаста Гаусова крива, чија висина и ширина зависи од параметра {\displaystyle \sigma }.
Крива је осно симетрична око осе {\displaystyle x=\mu }.
Њена кумулативна функција {\displaystyle F} има централну симетрију око тачке {\displaystyle P(\mu |0,5)}.

### Максимум и превојне тачке функције расподеле вероватноће
Израчунавањем првог и другог извода можемо израчунати максимум и превојне тачке функције нормалне расподеле. Први извод функције расподеле вероватноће је
{\displaystyle f'(x)=-{\frac {x-\mu }{\sigma ^{2}}}f(x).}
Максимум се налази у тачки {\displaystyle x_{\mathrm {max} }=\mu }, где износи {\displaystyle f_{\mathrm {max} }={\frac {1}{\sigma {\sqrt {2\pi }}}}.}
Други извод гласи: 
{\displaystyle f''(x)={\frac {1}{\sigma ^{2}}}\left({\frac {1}{\sigma ^{2}}}(x-\mu )^{2}-1\right)f(x).}
Отуда закључујемо да се превојне тачке налазе на координатама {\displaystyle x=\mu \pm \sigma }.

### Нормирање
Укупна површина испод Гаусове звонасте криве је тачно 1, што је одраз чињенице да је вероватноћа сигурног догађаја 1. Одатле следи да од две Гаусове криве које имају исто {\displaystyle \mu }, али различиту вредност {\displaystyle \sigma }, она са већим {\displaystyle \sigma } је шира и нижа него она друга. Две Гаусове криве са са једнаким {\displaystyle \sigma } и различитим {\displaystyle \mu } имају графике који изгледају истоветно, осим што су померени по {\displaystyle x}-оси за износ разлике две вредности {\displaystyle \mu }.
Нормирање Гаусове криве се изводи на следећи начин.
Дефинишимо
{\displaystyle A:=\lim _{x\to \infty }F(x)={\frac {1}{\sigma {\sqrt {2\pi }}}}\int _{-\infty }^{\infty }\exp \left(-{\frac {1}{2}}\left({\frac {t-\mu }{\sigma }}\right)^{2}\right)\mathrm {d} t.}
Да би расподела {\displaystyle F} била нормирана, мора важити {\displaystyle A=1}.
Интеграл ћемо упростити коришћењем линеарне супституције {\displaystyle \tau ={\frac {t-\mu }{\sigma }}}, а онда важи {\displaystyle \tau '(t)={\frac {1}{\sigma }}}
{\displaystyle {\begin{aligned}A&={\frac {1}{\sqrt {2\pi }}}\int _{-\infty }^{\infty }\exp \left(-{\frac {1}{2}}\tau (t)^{2}\right)\tau '(t)\mathrm {d} t\\&={\frac {1}{\sqrt {2\pi }}}\int _{-\infty }^{\infty }\exp \left(-{\frac {1}{2}}\tau ^{2}\right)\mathrm {d} \tau .\end{aligned}}}
Као што смо и очекивали, вредност {\displaystyle A} је независна од параметара {\displaystyle \sigma } и {\displaystyle \mu }.
- Види још: интеграл функције грешке.

### Израчунавање
Директна примена интеграла за израчунавање површине испод Гаусове криве није могућа, јер се она не може свести на елементарне функције познатих интеграла. Раније су се за њено израчунавање користиле табеле. Данас је функција за израчунавање овог интеграла доступна на калкулаторима и рачунарима. Табеле овог интеграла се не дају за одабране вредност {\displaystyle \mu }- и {\displaystyle \sigma }, већ само за стандардну нормалну расподелу са параметрима {\displaystyle \mu =0} и {\displaystyle \sigma =1} (нормирана нормална расподела). За остале вредности ових параметара потребно је прерачунавање.
Табеле такође дају вредности кумулативне функције вероватноће {\displaystyle \Phi }, познате и као Гаусов интеграл грешке:
{\displaystyle \Phi (z)={\frac {1}{\sqrt {2\pi }}}\cdot \int _{-\infty }^{z}\mathrm {e} ^{-{\frac {1}{2}}t^{2}}\mathrm {d} t}
По аналогији, одговарајућа нормирана функција густине вероватноће {\displaystyle f} означава се са {\displaystyle \phi }.

### Математичко очекивање
Нормална расподела има следеће математичко очекивање
{\displaystyle \operatorname {E} (X)={\frac {1}{\sigma {\sqrt {2\pi }}}}\int \limits _{-\infty }^{+\infty }x\exp \left(-{\frac {(x-\mu )^{2}}{2\sigma ^{2}}}\right)\operatorname {d} x=\mu }.

### Варијанса и стандардна девијација
Вредност варијансе нормалне расподеле је
{\displaystyle \operatorname {Var} (X)={\frac {1}{\sigma {\sqrt {2\pi }}}}\int \limits _{-\infty }^{+\infty }(x-\mu )^{2}\exp \left(-{\frac {(x-\mu )^{2}}{2\sigma ^{2}}}\right)\operatorname {d} x=\sigma ^{2}}.
За вредност стандардне девијације добијамо 
{\displaystyle {\sqrt {\operatorname {Var} (X)}}=\sigma }.